# Relaciones Mónaco-Unión Europea
Las relaciones Mónaco-Unión Europea son las relaciones internacionales entre la Unión Europea y Mónaco, desarrolladas a través de Francia principalmente. Estas relaciones permiten que Mónaco participe directamente a ciertas políticas de la UE. Mónaco es una parte integral del  territorio aduanero y la  zona de IVA de la Unión Europea y aplica la mayoría de medidas sobre el IVA y  impuestos especiales (particularmente en relación con el  libre movimiento en la UE).
Sin embargo, esta relación no se extiende al ámbito del comercio exterior. Los acuerdos comerciales preferenciales entre la UE y terceros países sólo se aplican a los bienes que provienen del territorio aduanero, por lo que Mónaco no puede alegar origen de la UE en este sentido.
Mónaco es un miembro  de facto  del espacio Schengen (en que sus fronteras y su territorio aduanero son considerados partes de Francia) y utiliza el euro como divisa única y oficial. Puede utilizar el euro y acuñar  sus propias monedas gracias a un acuerdo con la UE y Francia. Mónaco utiliza esta moneda porque anteriormente tenía una divisa fijada a una paridad de 1: 1 con el franco francés.
Ambas partes también han firmado acuerdos sobre la aplicación de leyes comunitarias a los fármacos, los cosméticos y los aparatos médicos (a partir del 1 de mayo de 2004), además de leyes sobre la fiscalidad del ahorro (a partir del 1 de julio de 2005).